# Afromevesia peringueyi
Afromevesia peringueyi là một loài tò vò trong họ Ichneumonidae.